# Comté d'Union (Caroline du Nord)
Pour les articles homonymes, voir Comté d'Union.
Le comté d'Union (en anglais : Union County) est un comté situé dans l'État américain de Caroline du Nord, à la frontière avec la Caroline du Sud. Le siège de comté est Monroe.

## Démographie
| Groupes           | Comté d'Union | Caroline du Nord | États-Unis |
| ----------------- | ------------- | ---------------- | ---------- |
| Blancs            | 79,0          | 68,5             | 72,4       |
| Afro-Américains   | 11,7          | 21,5             | 12,6       |
| Autres            | 3,4           | 4,4              | 6,4        |
| Métis             | 1,9           | 2,2              | 2,7        |
| Asiatiques        | 1,6           | 2,2              | 4,8        |
| Amérindiens       | 0,4           | 1,3              | 0,9        |
| Total             | 100           | 100              | 100        |
|                   |               |                  |            |
| Latino-Américains | 10,4          | 8,4              | 16,7       |

Selon l'American Community Survey, pour la période 2011-2015, 86,85 % de la population âgée de plus de 5 ans déclare parler anglais à la maison, alors que 9,19 % déclare parler l’espagnol, 0,85 % le russe et 3,10 % une autre langue.
| 1850   | 1860   | 1870   | 1880   | 1890   | 1900   |
| ------ | ------ | ------ | ------ | ------ | ------ |
| 10 051 | 11 202 | 12 217 | 18 056 | 21 259 | 27 156 |

| 1910   | 1920   | 1930   | 1940   | 1950   | 1960   |
| ------ | ------ | ------ | ------ | ------ | ------ |
| 33 277 | 36 029 | 40 979 | 39 097 | 42 034 | 44 670 |

| 1970   | 1980   | 1990   | 2000    | 2010    | - |
| ------ | ------ | ------ | ------- | ------- | - |
| 54 714 | 70 380 | 84 211 | 123 677 | 201 292 | - |